# Putinga

Localización de Putinga en el mapa del Estado de Rio Grande do Sul, Brasil.

Putinga es un municipio brasileño del estado de Rio Grande do Sul.
Se encuentra ubicado a una latitud de 29º00'07" Sur y una longitud de 52º09'15" Oeste, estando a una altitud de 435 metros sobre el nivel del mar. Su población estimada para el año 2004 era de 4.194 habitantes.
Ocupa una superficie de 218,45 km².